# Innersjön, Västerbotten
Innersjön är en sjö i Skellefteå kommun i Västerbotten och ingår i Rickleåns huvudavrinningsområde. Sjön har en area på 0,295 kvadratkilometer och ligger 233,3 meter över havet. Sjön avvattnas av vattendraget Korvbäcken.

## Delavrinningsområde
Innersjön ingår i det delavrinningsområde (714985-171525) som SMHI kallar för Ovan Hundsjöbäcken. Medelhöjden är 258 meter över havet och ytan är 34,55 kvadratkilometer. Det finns inga avrinningsområden uppströms utan avrinningsområdet är högsta punkten. Korvbäcken som avvattnar avrinningsområdet har biflödesordning 2, vilket innebär att vattnet flödar genom totalt 2 vattendrag innan det når havet efter 53 kilometer. Avrinningsområdet består mestadels av skog (75 procent). Avrinningsområdet har 0,79 kvadratkilometer vattenytor vilket ger det en sjöprocent på 2,3 procent.